# Marit Myrmæl
Marit Myrmæl (Meldal, 20 gennaio 1954) è un'ex fondista norvegese.

## Biografia
In Coppa del Mondo esordì nella gara inaugurale del 9 gennaio 1982 a Klingenthal (5ª) e ottenne il primo podio il 15 gennaio successivo a La Bresse (3ª).
In carriera prese parte a tre edizioni dei Giochi olimpici invernali, Innsbruck 1976 (18ª nella 5 km, 24ª nella 10 km, 5ª nella staffetta), Lake Placid 1980 (18ª nella 5 km, 20ª nella 10 km, 3ª nella staffetta) e Sarajevo 1984 (7ª nella 10 km, 14ª nella 20 km), e a due dei Campionati mondiali (5ª nella staffetta a Lahti 1978 il miglior risultato).

## Palmarès

### Olimpiadi
- 1 medaglia:
  - 1 bronzo (staffetta[1] a Lake Placid 1980)

### Coppa del Mondo
- Miglior piazzamento in classifica generale: 4ª nel 1982
- 2 podi (entrambi individuali[2]):
  - 1 secondo posto
  - 1 terzo posto